# Большой Барьерный риф

Охраняемая природная территория Морской парк Большой барьерный риф у северо-восточного побережья Австралии

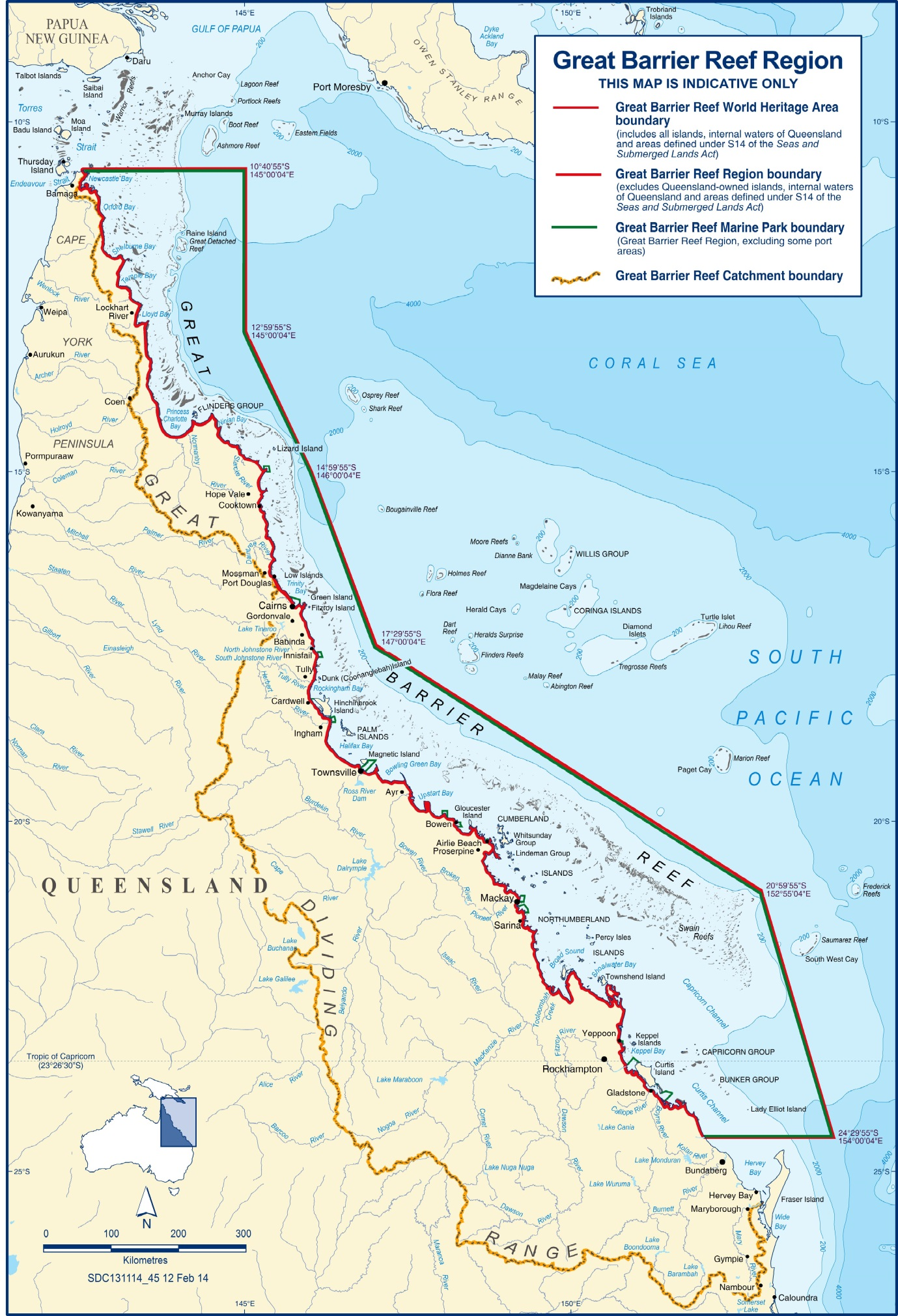
Карта региона рифа

Большо́й Барье́рный риф (англ. Great Barrier Reef) — крупнейший в мире коралловый риф, который находится в Тихом океане. Это гряда из более 2900 отдельных коралловых рифов и 900 островов в Коралловом море. Большой Барьерный риф протянулся вдоль северо-восточного побережья Австралии на 2500 км и занимает площадь около 344 400 квадратных километров. Это самый большой на Земле природный объект, образованный живыми организмами — его можно увидеть из космоса. Риф построен миллиардами крошечных организмов — коралловых полипов. Он простирается с юга на север, начинаясь у тропика Козерога между городами Гладстон и Бандаберг и заканчиваясь в водах пролива Торреса, отделяющего Австралию от Новой Гвинеи. Его площадь больше площади Великобритании. В северной части ширина рифа — около 2 км, в южной — 152 км. Бо́льшая часть составляющих его рифов находится под водой (обнажаются во время отливов). На юге риф отстоит от берега на 300 км, а дальше к северу, у мыса Мелвилла, приближается к материку на расстояние до 32 км. Ряд рифов под влиянием абразионно-аккумулятивной деятельности моря превратился в коралловые острова.
Большой Барьерный риф поддерживает жизнь огромного разнообразия живых организмов и благодаря этому в 1981 году был выбран ЮНЕСКО в качестве объекта Всемирного наследия. CNN назвал его одним из семи природных чудес света. Бо́льшая часть рифов находится под защитой Морского национального парка («Great Barrier Reef Marine Park»), который помогает ограничить воздействие антропогенных факторов (человеческой деятельности) таких, как рыболовство и туризм. Морской национальный парк, площадью свыше 5 миллионов гектаров, основан в 1979 году, включён в список Всемирного наследия ЮНЕСКО (охрана флоры и фауны побережий и мелководий). Большой Барьерный риф известен человечеству с давних времён: он используется австралийскими аборигенами и жителями островов пролива Торреса, являясь важной составляющей культуры и духовности местных групп населения. Национальный фонд назвал «Great Barrier Reef Marine Park» визитной карточкой Квинсленда. Туризм является важной составляющей экономической деятельности в регионе, которая приносит ежегодно более $ 3 млрд. По данным исследования, опубликованного в октябре 2012 года Национальной академии наук, Большой Барьерный риф с 1985 года потерял более половины коралловых полипов, образующих его структуру.

## Происхождение и условия формирования
Современная история его развития длится около 8000 лет. На старом фундаменте по-прежнему появляются все новые пласты.
Большой Барьерный риф образовался вдоль устойчивой шельфовой платформы, где небольшая глубина и незначительные смещения земной поверхности позволили формироваться обширным колониям рифообразующих кораллов.
Рифообразующие кораллы могут развиваться только в тёплой, мелкой, прозрачной морской воде, причём большое влияние на их рост оказывают подъёмы и понижения уровня моря. Большую часть своей геологической истории Австралия была слишком холодной, чтобы в её прибрежных водах могли существовать кораллы. Однако около 66 млн лет назад, в конце мелового периода, этот континент, отколовшись от Антарктиды, начал двигаться к северу. Когда на поверхности Антарктиды образовался ледовый щит, уровень моря на Земле понизился примерно на 100 метров. Перемещение Австралии в тропики
совпало с подъёмом уровня моря, что привело к возникновению возле её северо-восточного побережья условий, необходимых для образования коралловых рифов. Большой Барьерный риф возник на участке дна, который до затопления служил водоразделом протекавших по континенту рек. Возраст большей части Барьерного рифа не превышает 400 000 лет (в остальное время уровень моря был слишком низким), а некоторые его участки сформировались в течение последних 200 лет. Наиболее интенсивный рост происходил в последние 8000 лет после заметного повышения уровня Мирового океана. Самые молодые рифы расположены на вершинах старых, на средней глубине 15—20 метров.
Уязвимость экосистем коралловых рифов объясняется тем, что для роста кораллов необходимы особые условия. Температура воды не должна быть ниже 17,5 °C (идеальная температура 22—27 °C) — это объясняет, почему Большой Барьерный риф не распространился в южном направлении дальше тропика Козерога. Вода, в которой растут кораллы, должна обладать определённой солёностью, поэтому риф заканчивается у берегов Новой Гвинеи, где река Флай выносит в океан большое количество пресной воды.
В роли рифообразующих кораллов Большого барьерного рифа выступают твёрдые кораллы, а структура рифа определяется строением их известняковых скелетов. Типичные виды твёрдых кораллов: грибовидные кораллы, кораллы-мозговики и так называемые «оленьи рога».

## Особенности

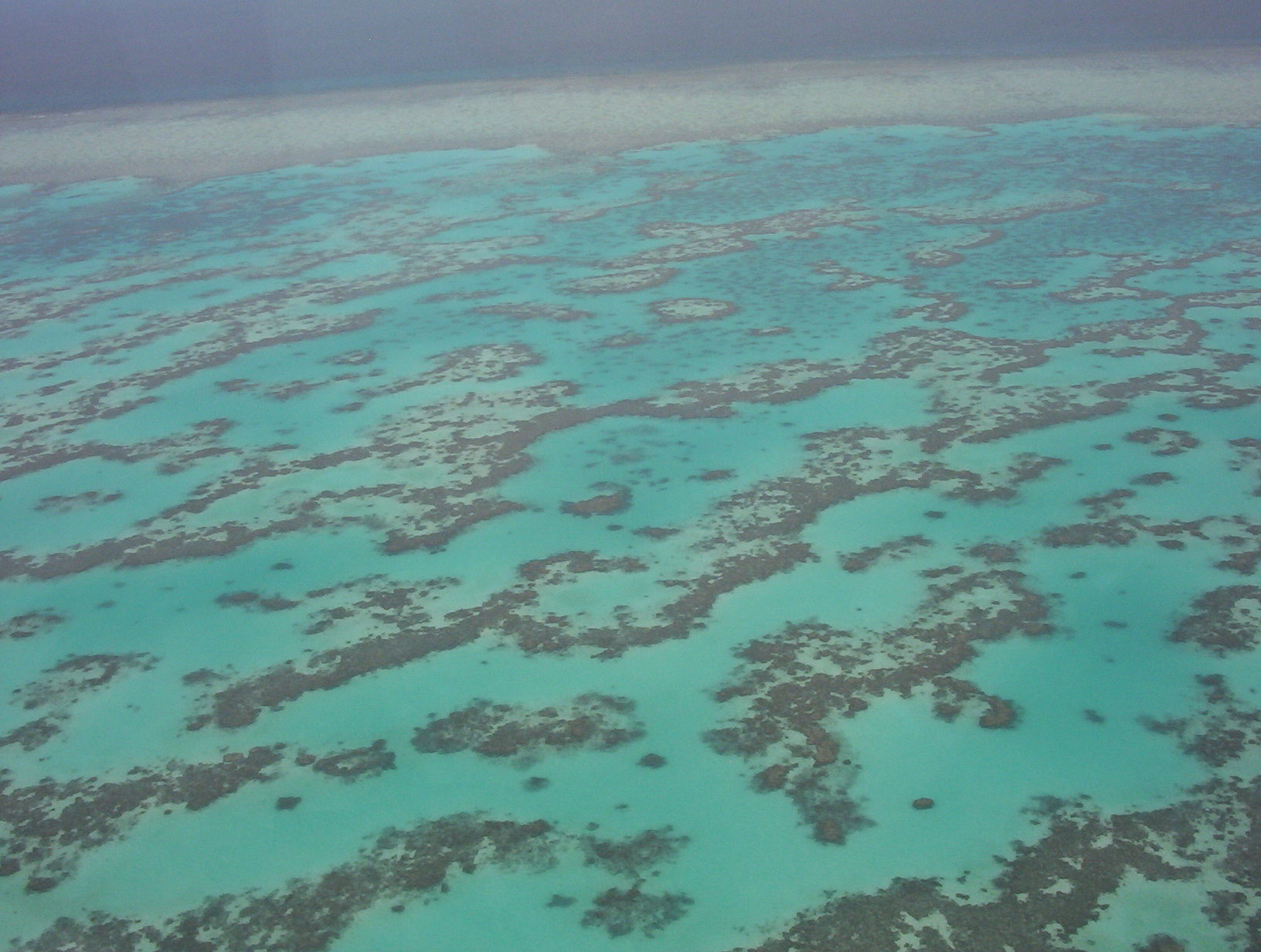
С борта вертолёта хорошо видны подводные рифы. Для образования коралловых рифов требуется небольшая глубина, кроме того, вода должна быть тёплой круглый год.

Основная часть рифа состоит из более 2900 отдельных рифов размерами от 0,01 км² до 100 км², которые окружены почти 540 барьерами, образующими более чем 600 прибрежных островов, включая 250 континентальных островов.
Между ББР и побережьем простирается лагуна. Этот район отмелей редко превышает глубину 100 м, его покрывает мутный слой, защищённый прибрежными рифами. Со стороны моря склоны рифа круто впадают на тысячи метров вглубь моря. Барьер в этом месте подвержен влиянию волн и ветров.
Рост кораллов тут самый быстрый, тогда как в местах, где волны и температура достигают экстремальных высот, рифы теряют наибольшее количество строительного материала. Большая часть свободного материала вплетается в рифы и образует новые скалы, таким образом на рифе происходят постоянные, сменяющие друг друга процессы разрушения и последующего восстановления.

## Биоценоз

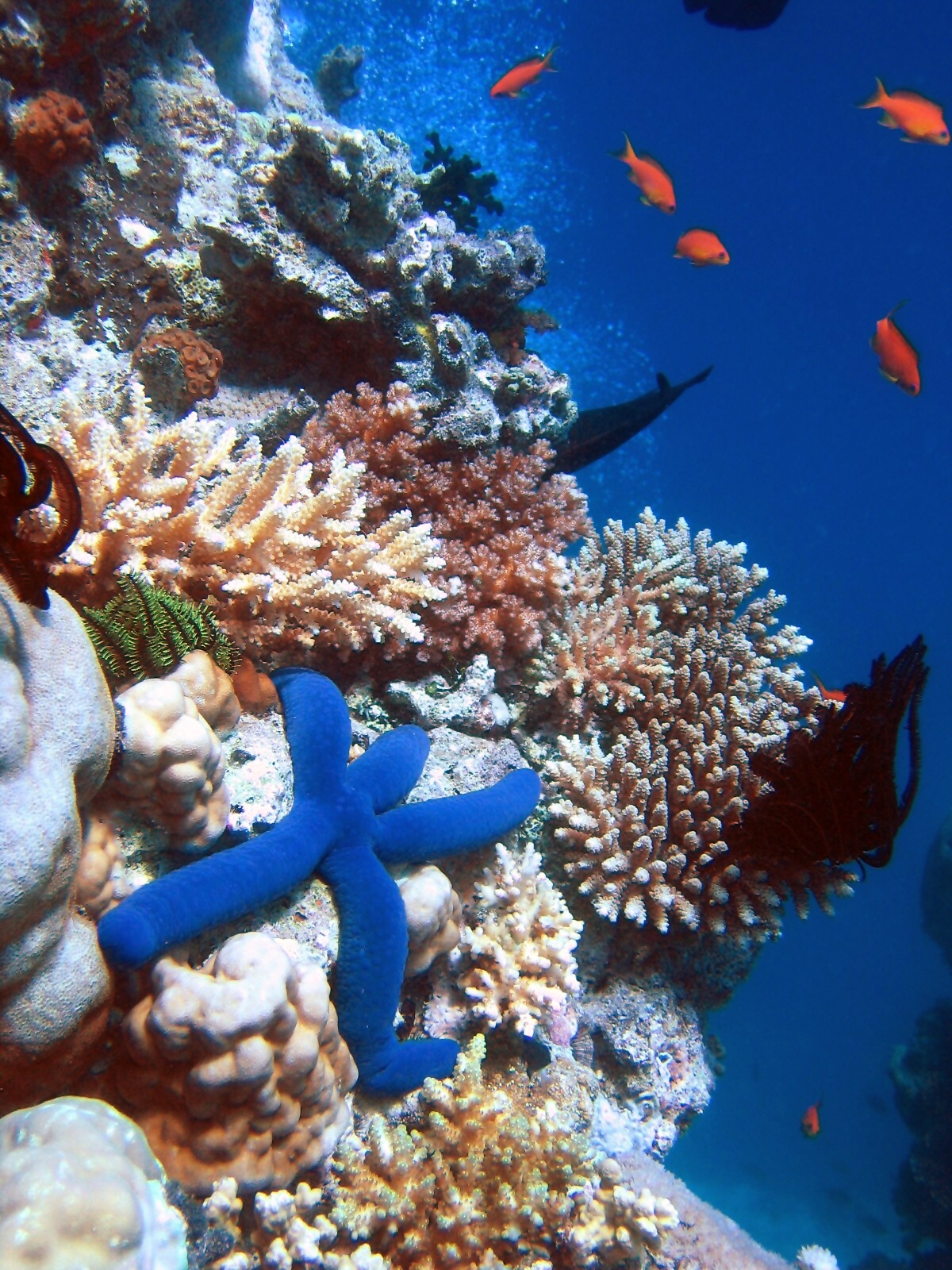

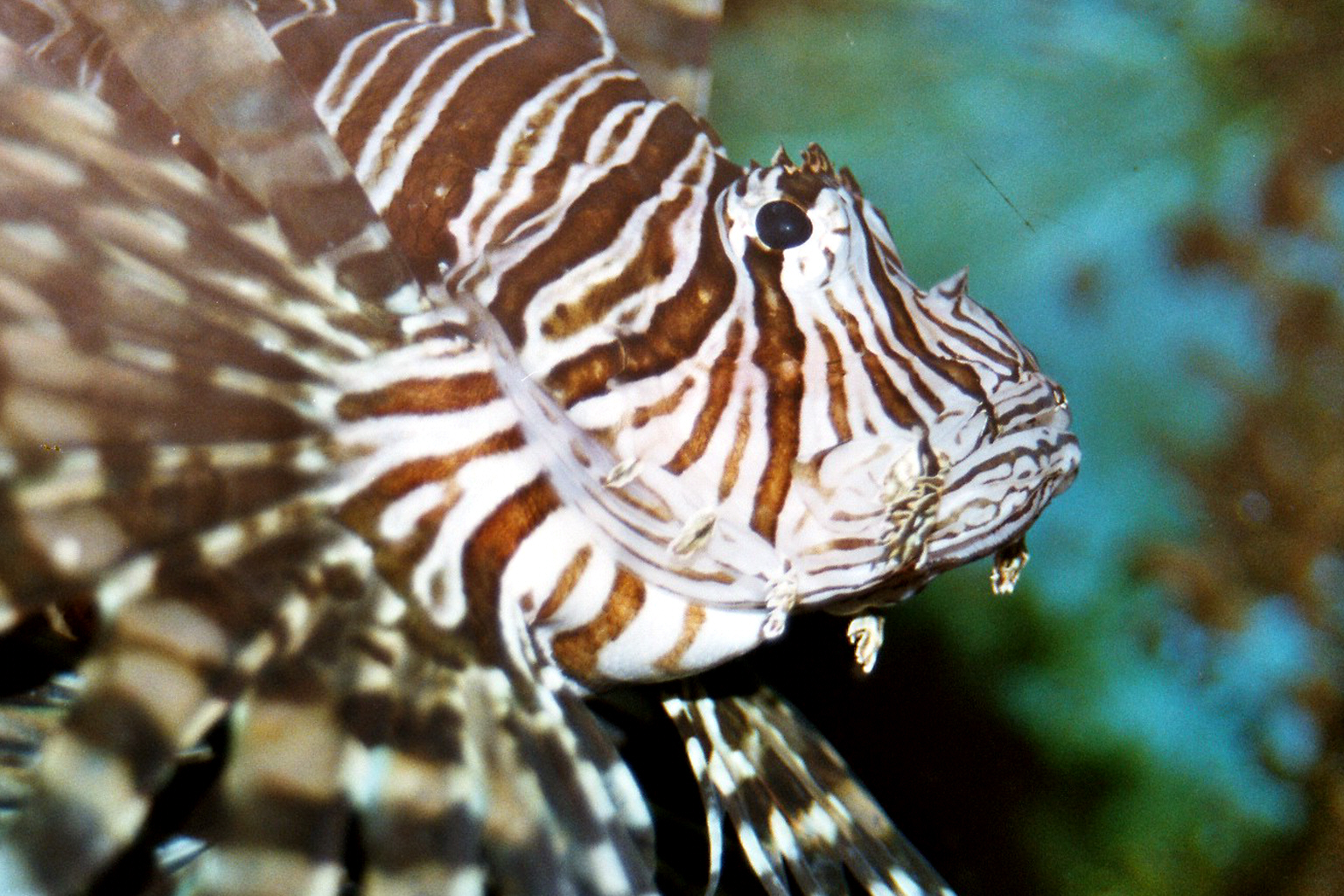
Крылатка Pterois antennata

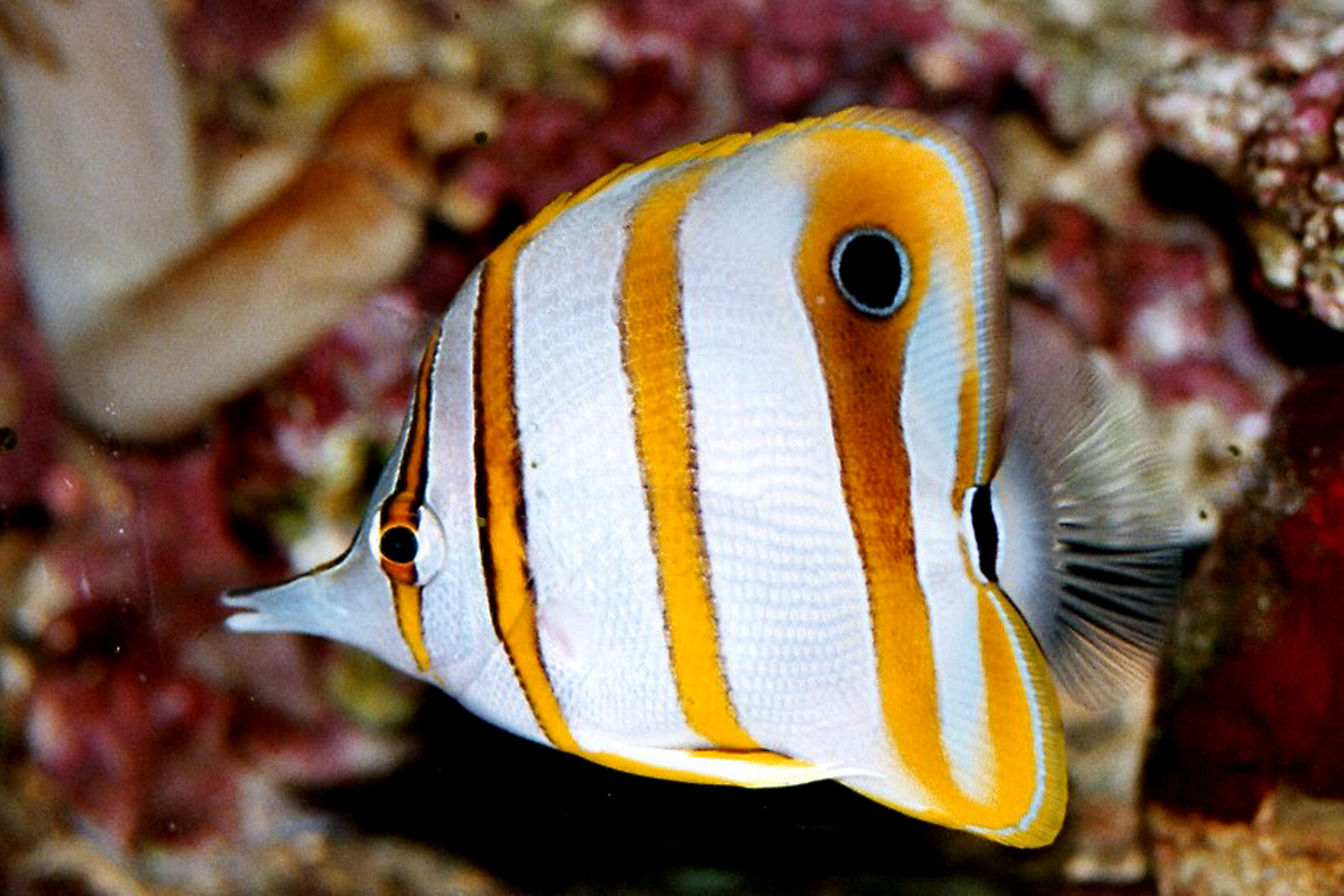
Рыба-бабочка Chelmon rostratus

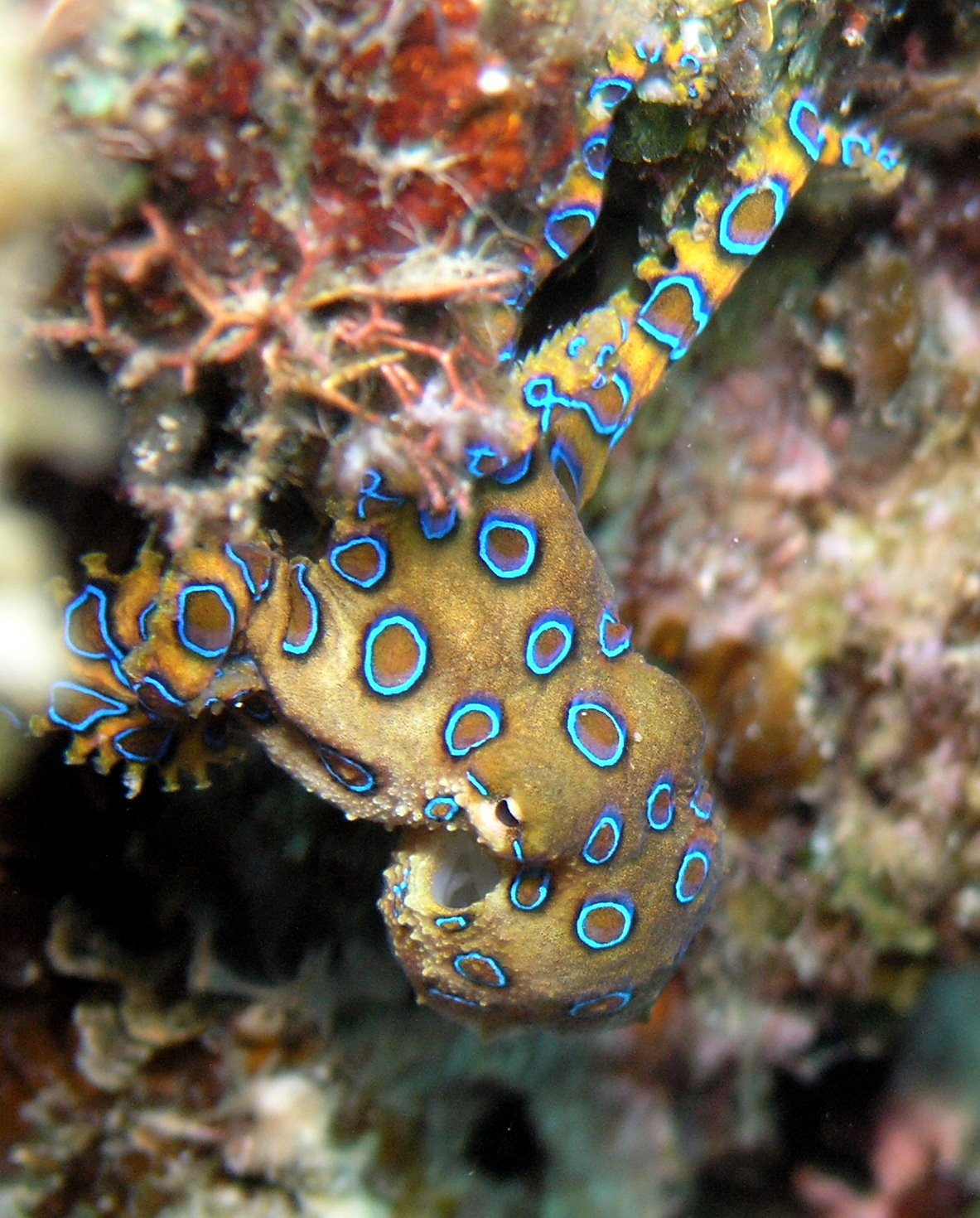
Ядовитый синекольчатый осьминог Hapalochlaena lunulata убивает человека с одного укуса

Большой Барьерный риф является самой большой в мире колонией коралловых полипов. Развитие данной экосистемы зависит от условий, сложившихся в мелких, богатых солнечным светом водах неподалёку от побережья. Над поверхностью возвышаются коралловые острова, сформировавшиеся за миллионы лет из останков коралловых полипов.
Здесь обитает более 400 видов кораллов. Большинство из них принадлежит к твёрдым кораллам — грибовидные кораллы, кораллы-мозговики и так называемые «оленьи рога». Окраска данных кораллов может быть от красной до темно-жёлтой. Встречаются мягкие кораллы, у которых известняковый скелет отсутствует, вместо него в их тканях имеются небольшие, твёрдые кристаллические структуры, называемые склеритами. Широко распространены горгонарии (Gorgonacea), которые кроме склеритов, обладают также вторичным скелетом из твёрдого и гибкого вещества — горгонина. Большинство горгонарий Большого барьерного рифа отличаются яркой окраской, что объясняется присутствием в их тканях пигментов и крошечных склеритов. Самые распространённые цвета — жёлтый, различные оттенки красного, от оранжевого до коричневого, иногда белые, сиренево-пурпурные. К горгонариям относятся также так называемые «чёрные кораллы», обычно встречающиеся на глубинах более 20 метров. Они длительное время использовались в качестве украшений. Главными врагами кораллов барьерного рифа является морская звезда «терновый венец» (Acanthaster planci).
На Большом барьерном рифе обитает около 1500 видов морских рыб. Число же только массово встречающихся видов истинно рифовых рыб, максимально приспособленных к жизни именно в этой экосистеме — около 500. Здесь обитает крупнейшая рыба на земле — китовая акула, много видов рыб-попугаев, кузовков, рыб-бабочек, мурен и других рифовых рыб.
В водах вокруг рифа обитает нескольких видов китов (малый полосатик, горбач), а также множество дельфинов, включая косаток. Воды вокруг рифа являются зоной размножения китов-горбачей, которых часто можно видеть здесь с июня по август.
Острова Южного Рифа — место размножения морских черепах. В водах рифа встречаются шесть из семи видов, и все они находятся под угрозой исчезновения. Здесь обитает также огромное число ракообразных: крабов, креветок, лангустов и омаров. Даже небольшой риф даёт убежище примерно сотне различных видов креветок и крабов. На рифе также много моллюсков: харония тритон, двустворчатых моллюсков, а также осьминогов и кальмаров. Встречаются здесь и смертельно опасные для человека синекольчатые осьминоги (Hapalochlaena), размеры которых не превышают 15 см.
Кроме всевозможных обитателей моря, Большой Барьерный риф даёт убежище более чем 240 видам птиц. Континентальные острова — места гнездования огромных птичьих колоний, куда слетаются буревестники, фаэтоны, фрегаты и различные виды крачек, включая розовую. На рифе встречаются также белобрюхий орлан и восточная скопа. Некоторые птицы предпочитают гнездиться на определённых островах.
В то же время, на островах обнаружено лишь около 40 видов растений.

## История освоения
Люди начали использовать коралловые острова Большого Барьерного рифа около 40 000 лет назад, после появления в Австралии предков коренных жителей (австралийских аборигенов) и жителей островов пролива Торреса, поселившихся на островах, образованных коралловым рифом около 10 000 лет назад. В 1768 году Луи де Бугенвиль обнаружил Большой Барьерный риф во время исследовательской экспедиции, однако не стал претендовать на закрепление прав на его территорию за Францией.
11 июня 1770 года барк HM Bark Endeavour, капитаном которого был исследователь Джеймс Кук, налетел на мель (Большой Барьерный Риф), получив значительный ущерб. Наступление часа прилива в конечном итоге способствовало сохранению корабля и дало возможность продолжить плавание. Первые поселенцы были либо названы Джеймсом Куком, либо потом получили названия в его честь. Продолжая путь на север, Кук обнаружил вблизи острова Лизард судоходный проход и смог выйти в открытое море.
Но многие корабли, пытающиеся повторить этот путь, оказались менее удачливы. Кораблекрушения стали частым явлением после того, как первые австралийские колонисты и исследователи стали использовать воды между рифом и материком Большой лагуны для выхода в пролив Торреса, через который проходили маршруты к крупнейшим торговым городам Индии и Китая, а также кратчайший путь из Тихого океана в Индийский океан. Среди моряков вскоре даже возникли споры о том, какой маршрут более безопасный: внешний — по Коралловому морю с проходом через риф или внутренний — между берегом и рифом. Одним из самых известных среди затонувших на Большом Барьерном рифе судов стала HMS Pandora, которая затонула 29 августа 1791 года, погибли 35 человек. В 1983 году экспедиция, организованная сотрудниками музея Квинсленда привела археологические раскопки на Пандоре.
В 1815 году Чарлз Джеффрис стал первым человеком, сумевшим пройти на корабле вдоль всего Барьерного рифа со стороны суши. Но только в 1840-е годы, после того как была подробно исследована и нанесена на карту большая часть Большого барьерного рифа, этот маршрут стал более безопасным.
В XIX веке учёные приступили к подробным исследованиям рифа. В это же время сюда прибывают деловые люди, надеясь реализовать здесь свой коммерческий потенциал. К концу XIX века в Лондон, Сингапур и Гонконг уже экспортировался жемчуг и трепанги, добытые с Большого барьерного рифа.

## Туризм
В наши дни возможность своими глазами увидеть подводный мир Большого Барьерного рифа привлекает сюда людей со всего мира. Над рифами курсируют многочисленные прогулочные суда со специальными смотровыми окнами.

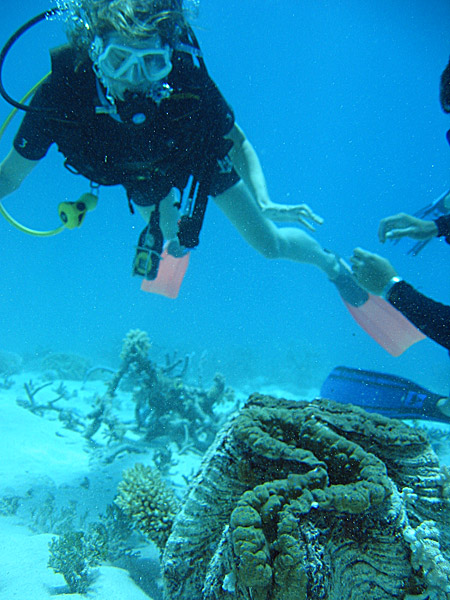

Сегодня весь Большой Барьерный риф объявлен морским парком, а в 1981 году внесён ЮНЕСКО в список «Всемирное наследие». Вся акватория и острова сейчас разделены на шесть зон доступности. Зона наиболее строгого контроля охраняется для научных исследований. Самая доступная — зона общего использования, здесь разрешён траловый лов, судоходство и другие виды умеренной эксплуатации природных ресурсов, такие как туризм, продажа кораллов и др.
Однако экосистема Большого Барьерного рифа настолько уязвима, что на всей его протяжённости запрещены любые горные работы, добыча нефти и газа, а также коммерческая подводная охота как с аквалангом, так и без него.
Туристы могут посещать только определённые, специально выбранные для этого острова. Цена поездки зависит от уровня обеспечиваемого комфорта. Острова Лизард и Хеймэн, например, приравнены к пятизвёздочным отелям, и поездка на них стоит недёшево, а на островах Уайтсандейз и Норт-Молл можно за небольшую плату разбить палатку в отведённом для этого месте.
Прибыв на острова, туристы должны соблюдать строгие правила. Под водой туристам не разрешается касаться рифов, и парковые смотрители объясняют посетителям, как получить удовольствие от погружения с аквалангом, не нанося вреда окружающей среде. Поскольку обитаемы только несколько островов Большого рифа, возникают трудности в обеспечении жильём всё возрастающего потока туристов.

## Угрожающие факторы
Огромный урон хрупкому равновесию коралловых рифов наносят тропические ураганы. Не меньший вред наносят и другие природные факторы, в том числе периодические всплески популяции морской звезды «терновый венец», питающейся коралловыми полипами. В начале 1980-х годов эти хищники вызвали сильные опустошения на Большом Барьерном рифе.
В наши дни коралловые рифы больше всего страдают от деятельности человека. Известную опасность представляет и массовый туризм. С развитием туристической инфраструктуры неизбежно загрязняются прибрежные морские воды.
Глобальное потепление несёт ещё одну угрозу для существования рифов — обесцвечивание. Данный процесс является одной из наиболее распространённых и малоизученных проблем коралловых рифов. При повышении температуры воды хотя бы на один градус выше обычного обитающие в полипах водоросли погибают. Повреждённые кораллы выселяют зооксантеллы (симбиотические водоросли), которые придают им яркую окраску. В результате на колониях образуются белёсые участки. Эти участки, однако, не полностью лишены водорослей. В некоторых случаях возможно частичное восстановление или появление новых видов зооксантелл. Установлено, однако, что обесцвеченные колонии не растут и легче разрушаются волновой деятельностью. Масштабное обесцвечивание случилось из-за Эль-Ниньо 1997—1998 годов, вызвавшего продолжительное потепление поверхностных слоёв океана до 1,5 °C.
Согласно исследованиям австралийских учёных, с 2024 по 2025 год покров кораллов на рифе в двух из трёх основных районах обитания их колоний сократился почти на треть из-за массового обесцвечивания кораллов в результате исчезновения симбиотических водорослей и фотосинтетических пигментов. К гибели кораллов приводят изменения температуры окружающей среды и распространение динофитовых водорослей. С 2016 года было зафиксировано пять волн массового обесцвечивания.